# Tarma (tỉnh)
Tỉnh Tarma (tiếng Tây Ban Nha: Provincia de Tarma) là một tỉnh thuộc vùng Junín của Peru. Tỉnh Tarma có diện tích 2749 kilômét vuông, dân số thời điểm theo điều tra dân số ngày 11 tháng 7 năm 1993 là 115686 người. Tỉnh lỵ đóng ở Tarma.